# Iglesia de Lébény

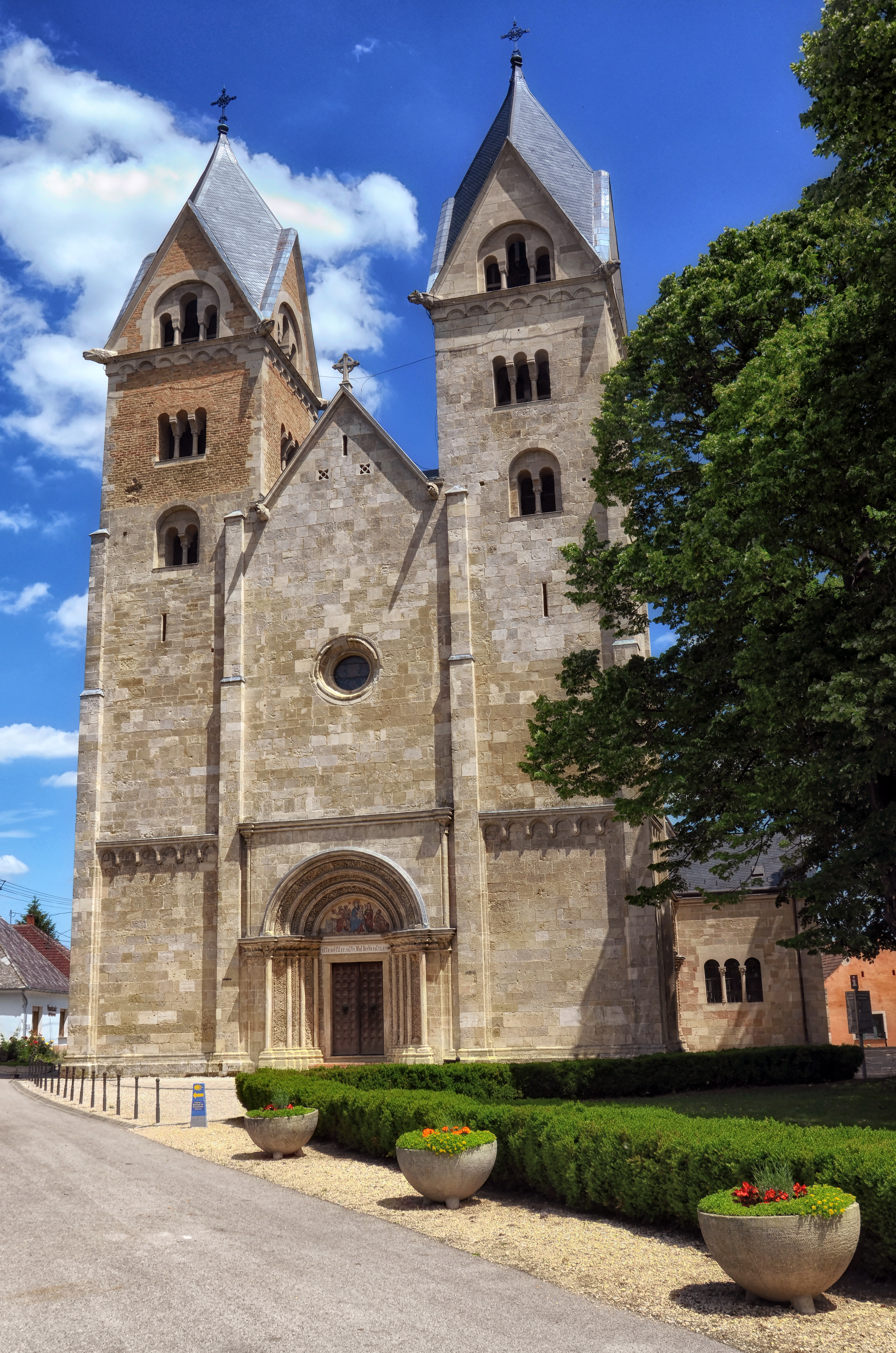
La fachada frontal de la Iglesia de Lébény

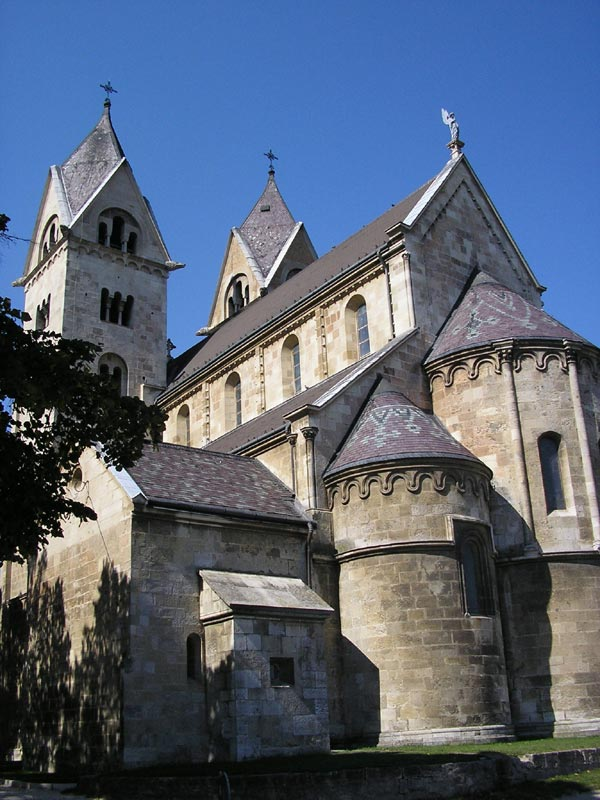
Vista de la fachada Este de la iglesia

La iglesia de Lébény (en húngaro: Lébényi templom) o conocida oficialmente como Iglesia de la Parroquia del Apóstol San Jacobo, es una edificación religiosa medieval de la Iglesia católica ubicada en el asentamiento de Lébény, a 20 kilómetros de la ciudad de Győr, en Hungría. El estilo de construcción de esta iglesia (iniciada a principios del siglo XIII) es clasificado como arte románico y es considerada una de las obras arquitectónicas más valiosas del país.

## Historia de la iglesia
El monumento comenzó a ser construido a finales del siglo XII o a comienzos del siglo XIII, presuntamente cuando Pot, un ispán (gobernador de provincia), descendiente de un caballero llamado Geur (Győr), planificó la estructura y le donó un territorio a los monjes benedictinos. Se tiene registros de esto, ya que la aprobación real de tal donación aparece en un documento de 1208 emitido por el rey Andrés II de Hungría. Probablemente para esa fecha ya se había terminado, puesto que se ha encontrado grabado en un muro externo el año de 1206.
La abadía fue quemada dos veces en ese mismo siglo: primero por los tártaros en 1241 y posteriormente, por los ejércitos del rey Otakar II de Bohemia. Luego de la ocupación turca en 1541, los religiosos abandonaron estos terrenos y se mudaron a la Abadía de Pannonhalma, así, tanto la iglesia de Lébény como la abadía quedaron deshabitados.
En 1631 los jesuitas obtuvieron este terreno y luego un tiempo reconstruyeron la iglesia, sin embargo en 1683 los turcos volvieron a quemarla. Luego de ser reconstruido nuevamente, los jesuitas abandonaron el sitio nuevamente en 1773 y la iglesia quedó inhabitada otra vez. El terreno fue obtenido por la familia noble Zichy, quienes donaron la iglesia a la aldea y en 1830 Lébény se convirtió en la iglesia de la parroquia local. Sin embargo en 1841 la iglesia volvió a ser presa del fuego y tras su reconstrucción, sus torres fueron provistas entonces con cascos barrocos.
Posteriormente su forma final la obtuvo a mediados del siglo XIX, siendo restaurado su interior entre 1862 y 1865, su exterior entre 1872 y 1879, por el arquitecto alemán August Ottmar Essenwein (1831-1892), quien reemplazó los cascos barrocos y elevó las torres un nivel más alto. La iglesia de Lébény fue entonces el primer monumento restaurado enteramente en el país en la época moderna.

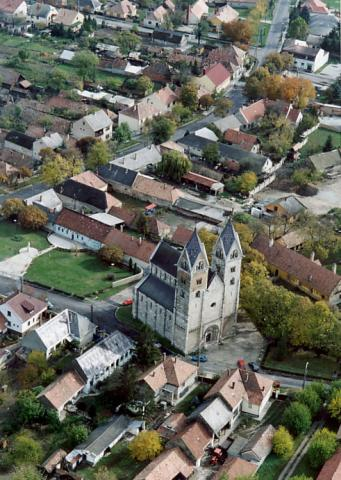
Vista aérea de la iglesia
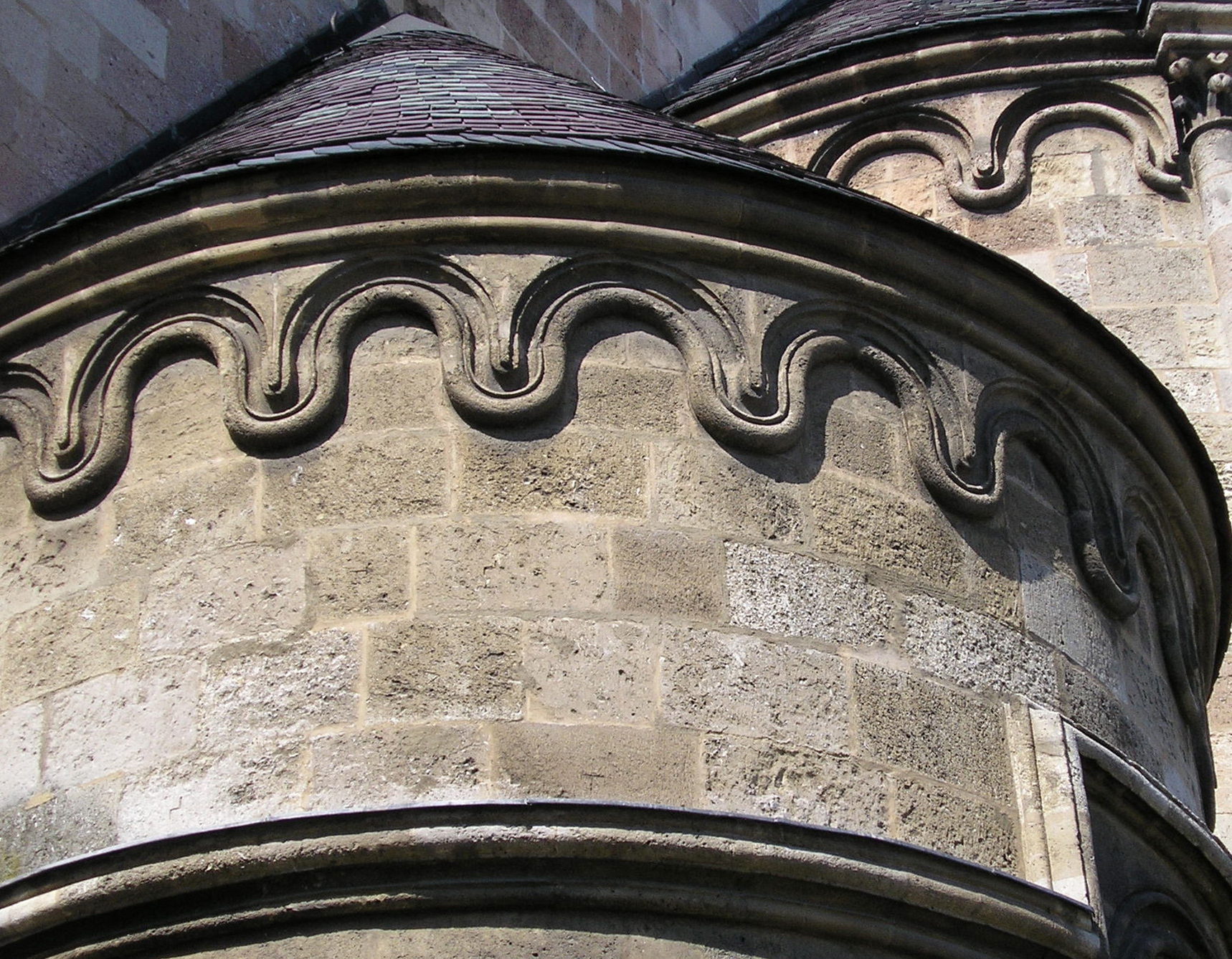
Decoración en las ábsides
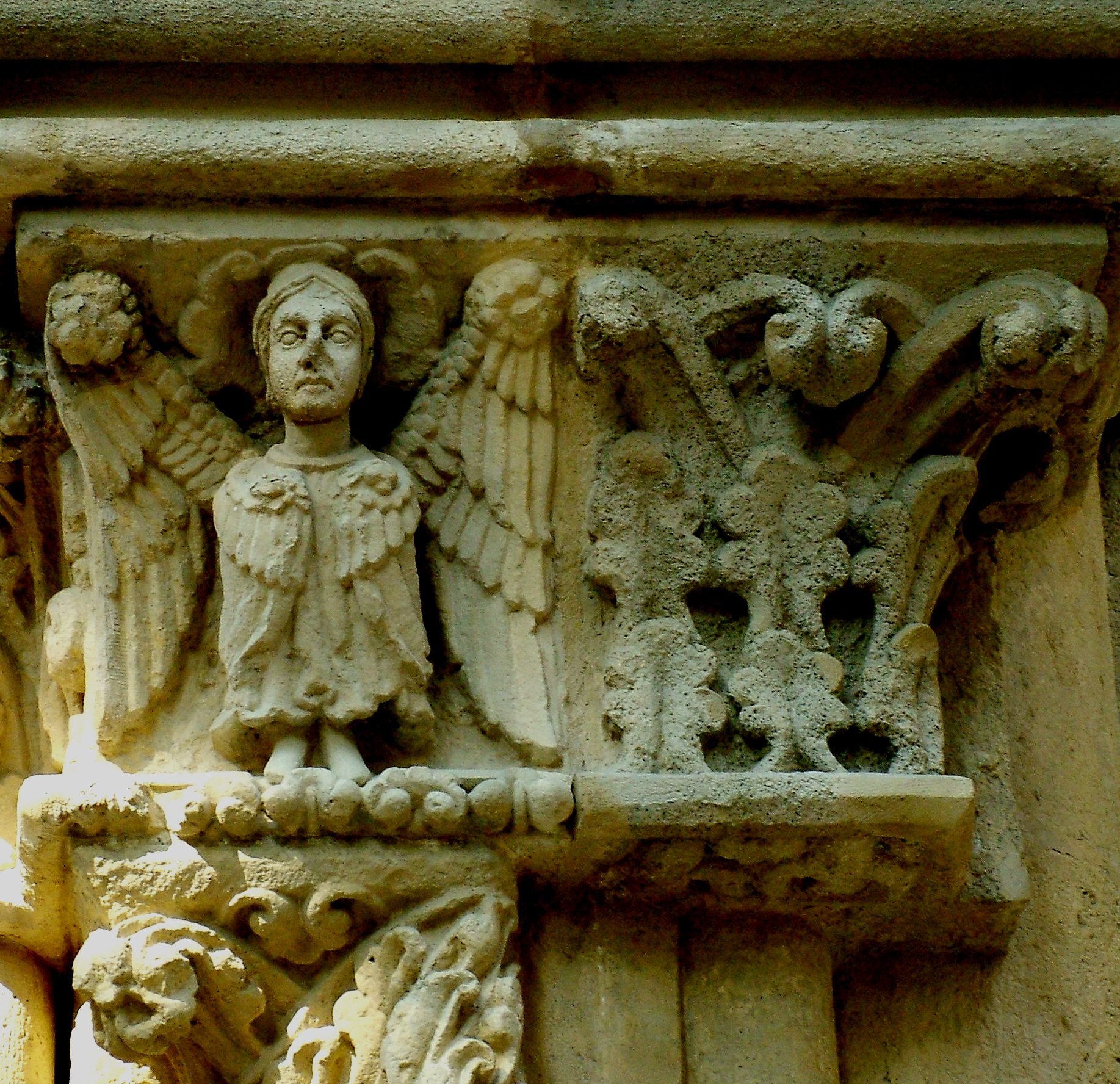
Detalle de la decoración
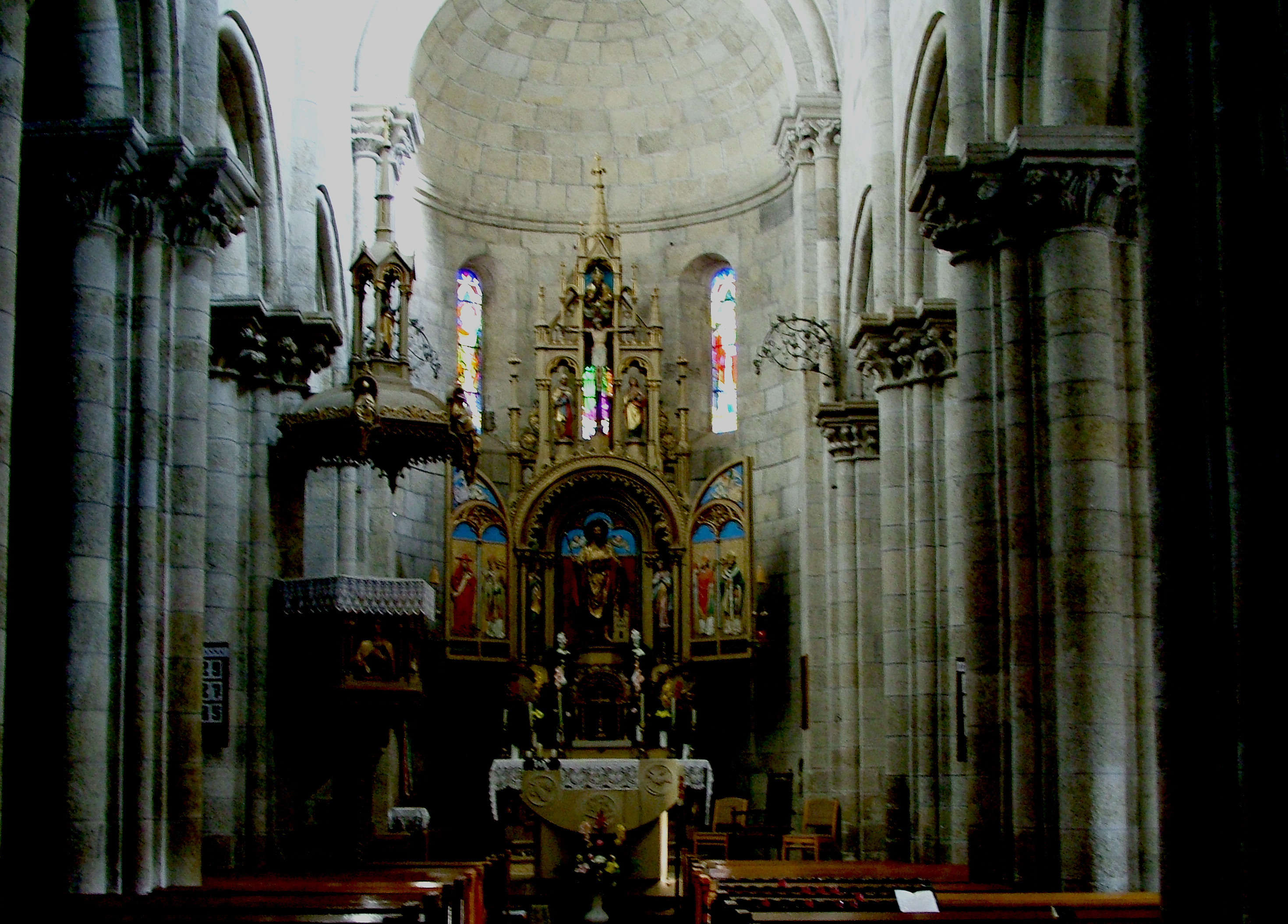
Nave principal y el sagrario
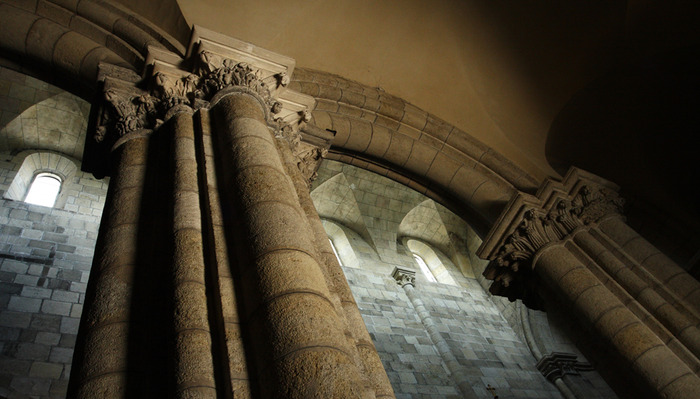
Detalle interior de las columnas
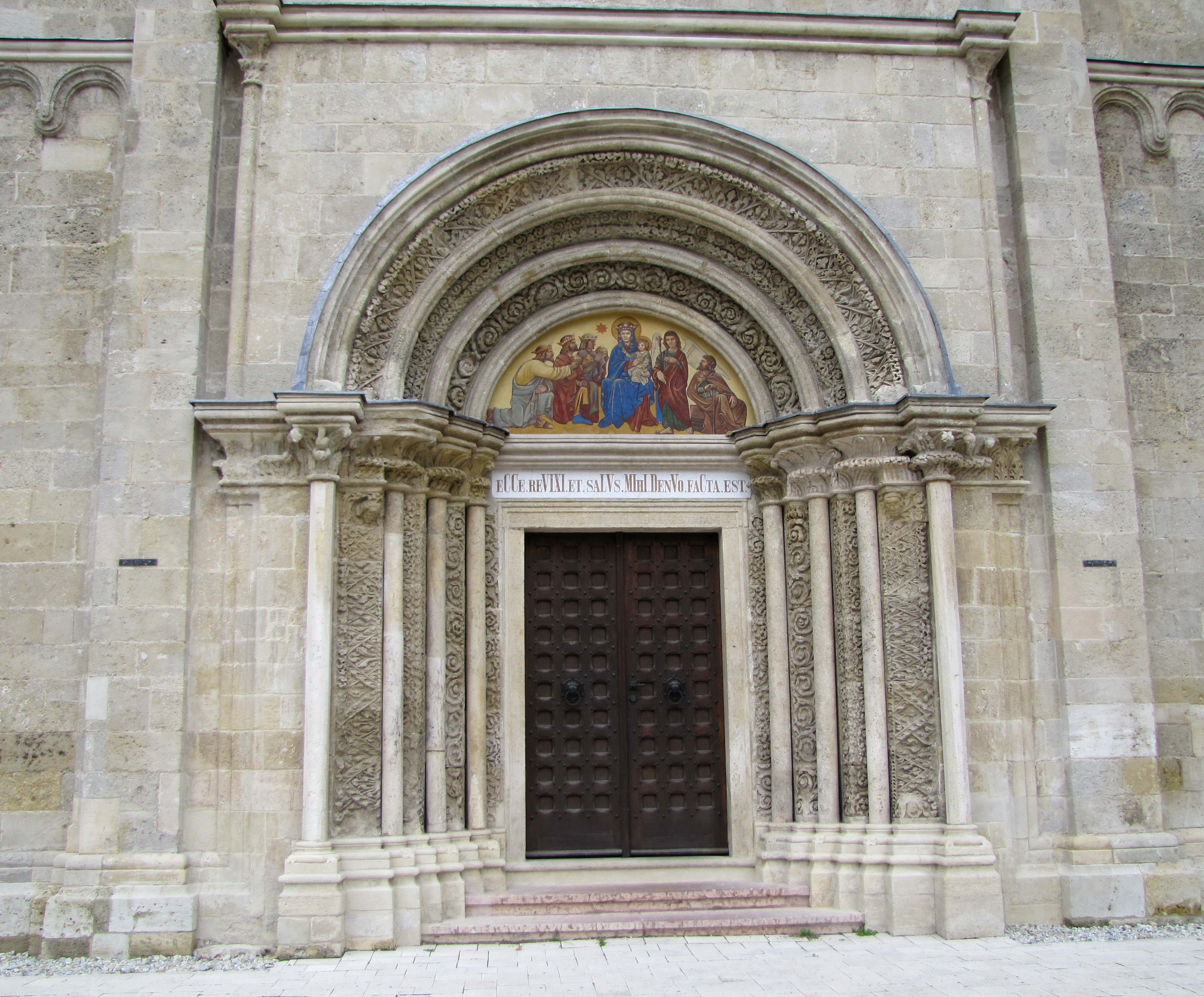
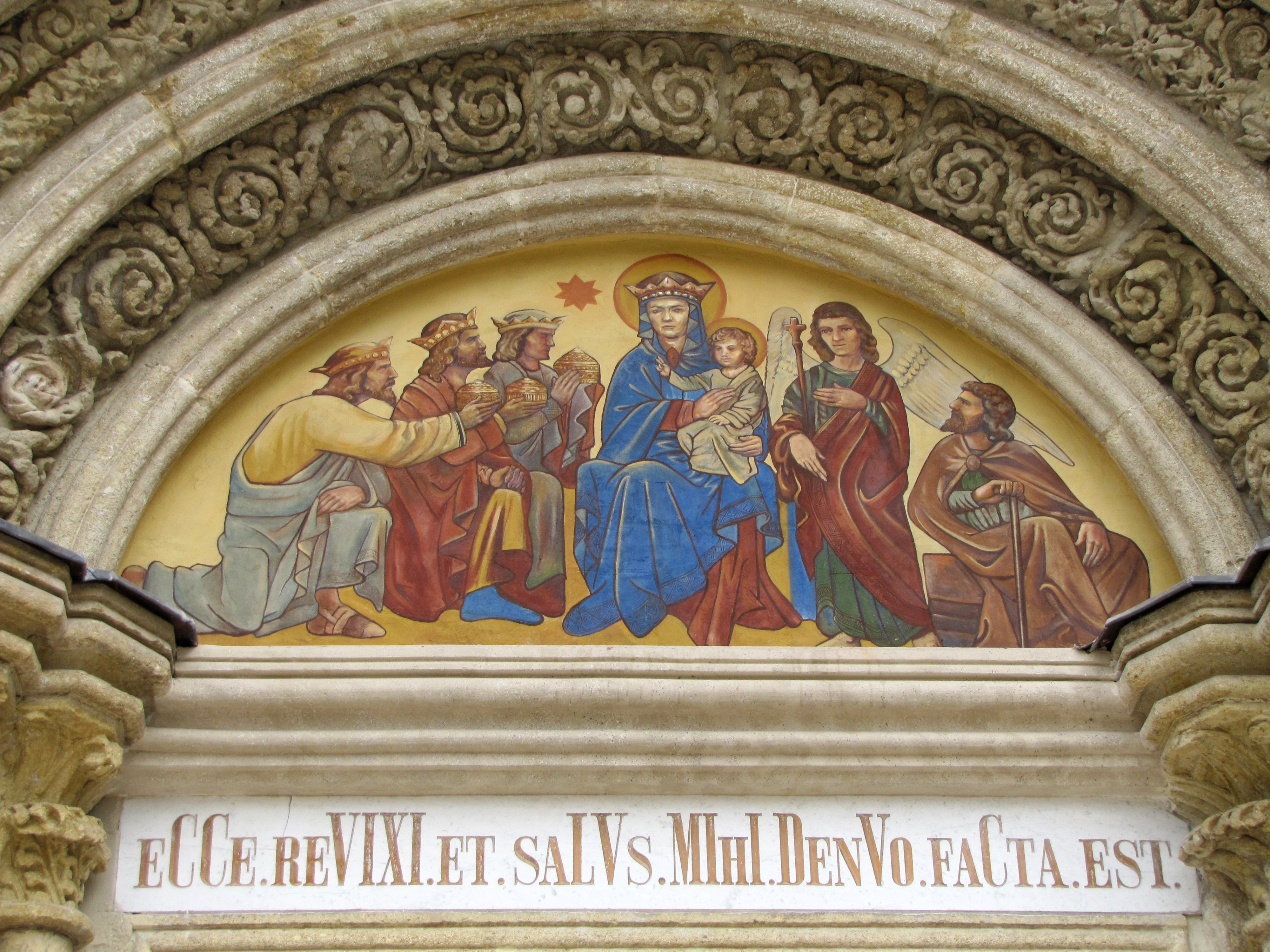
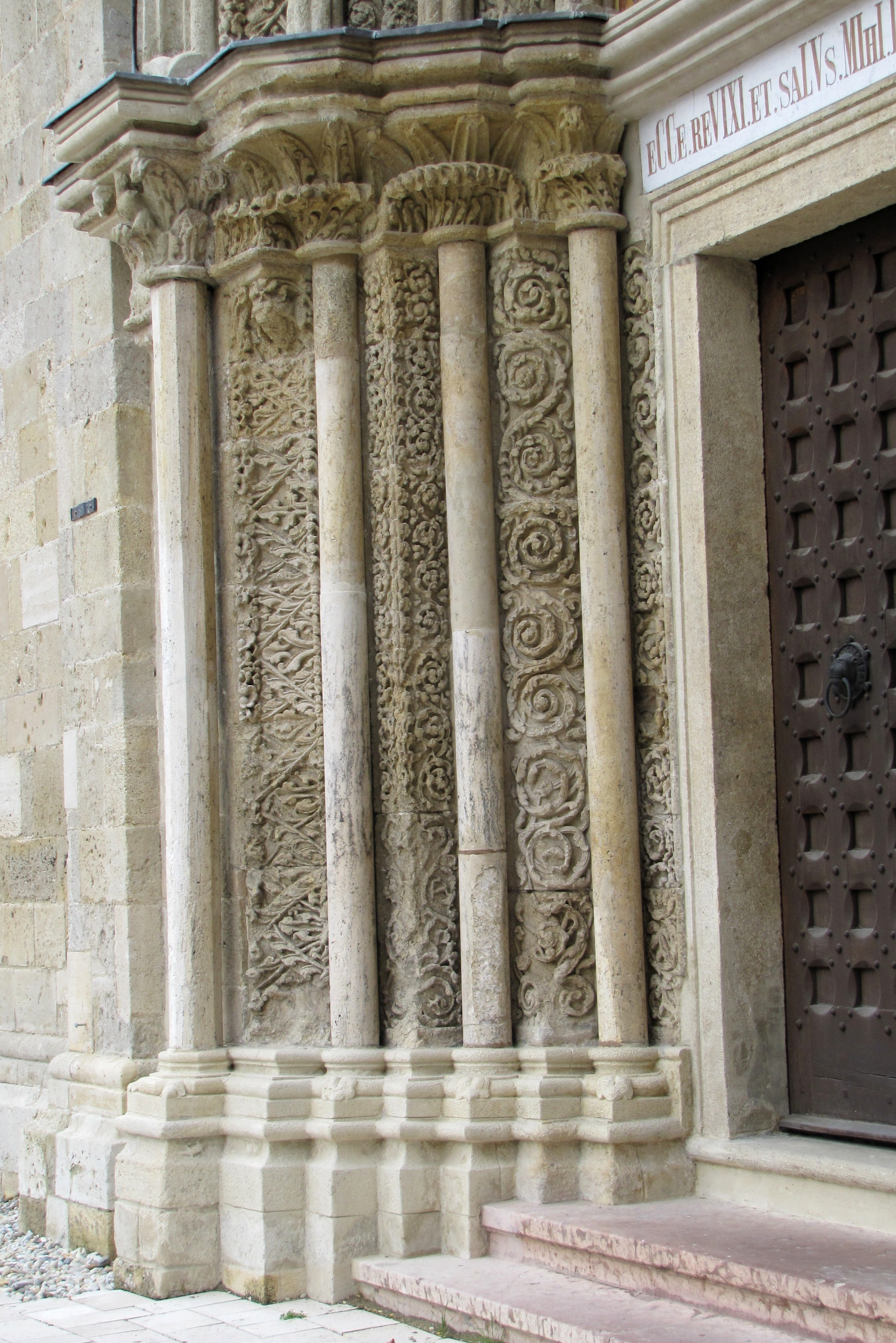
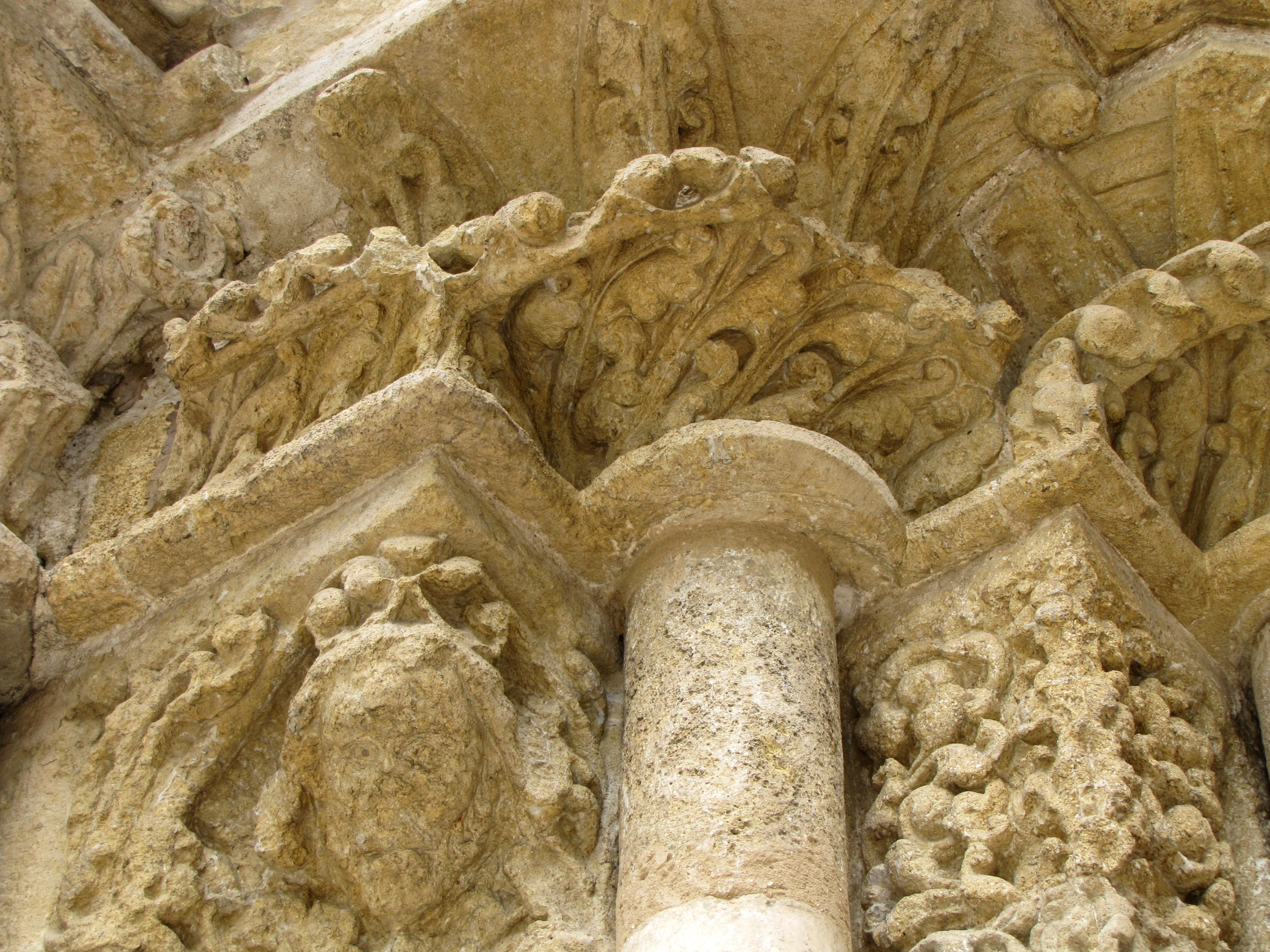
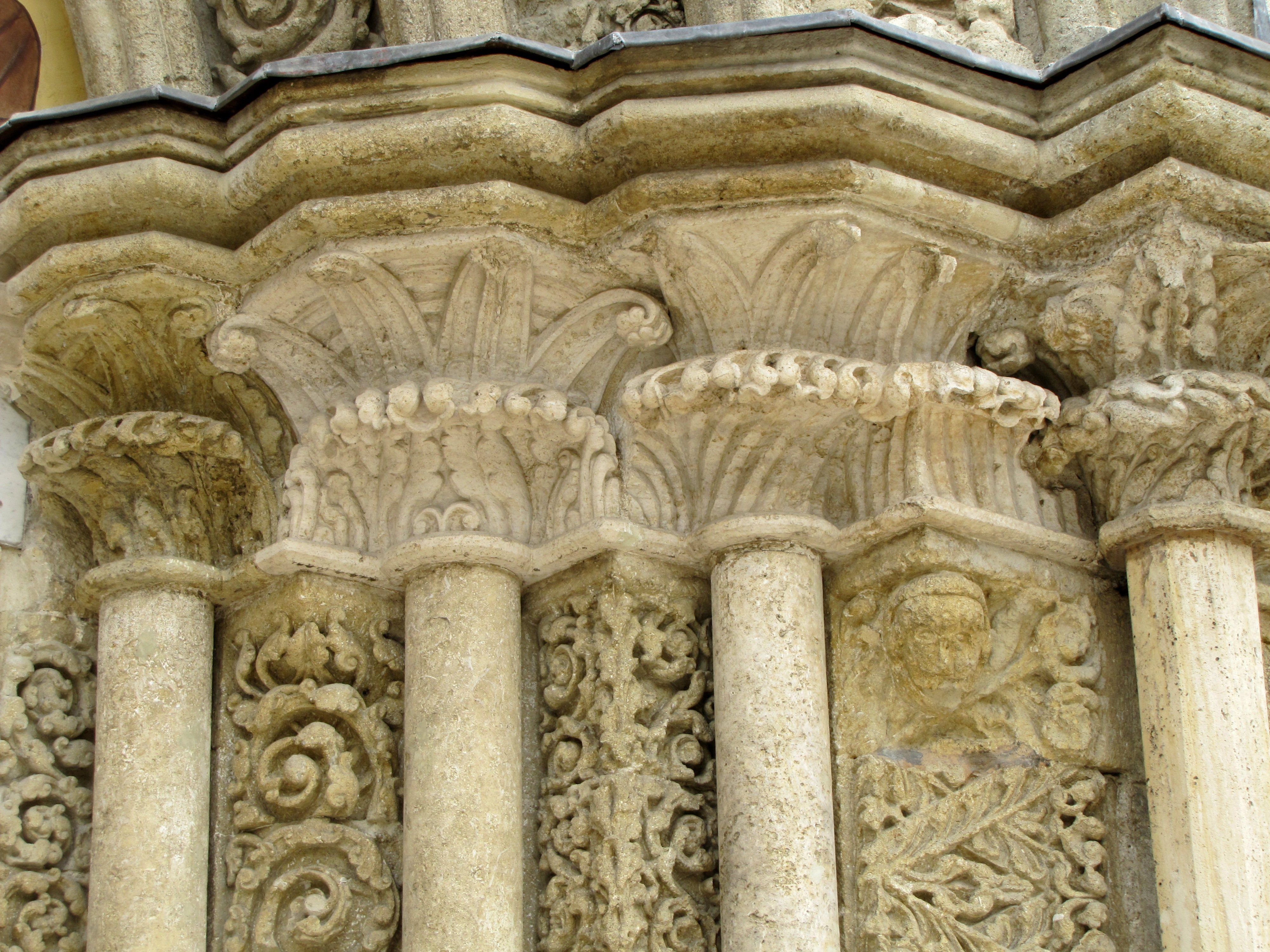
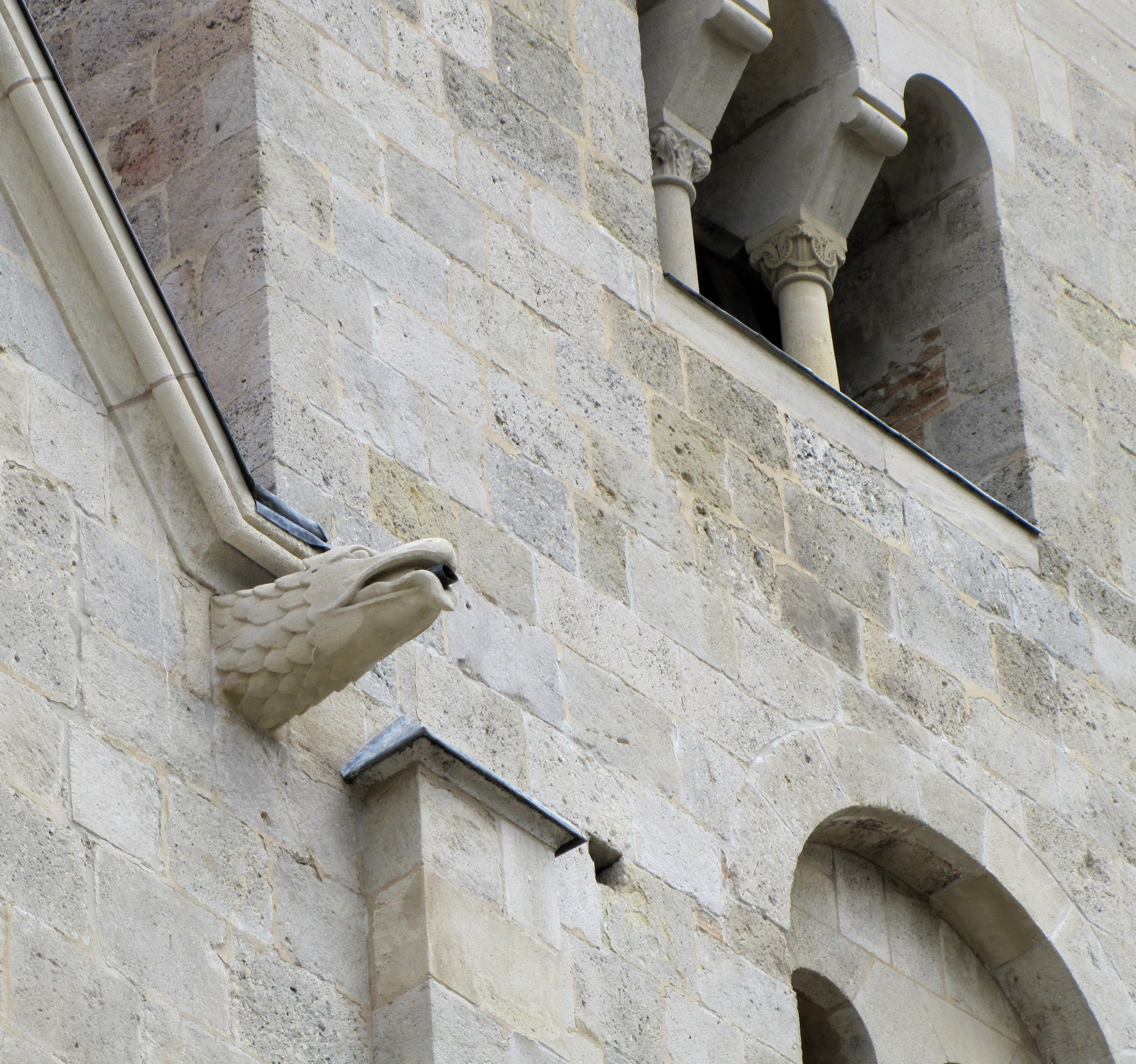
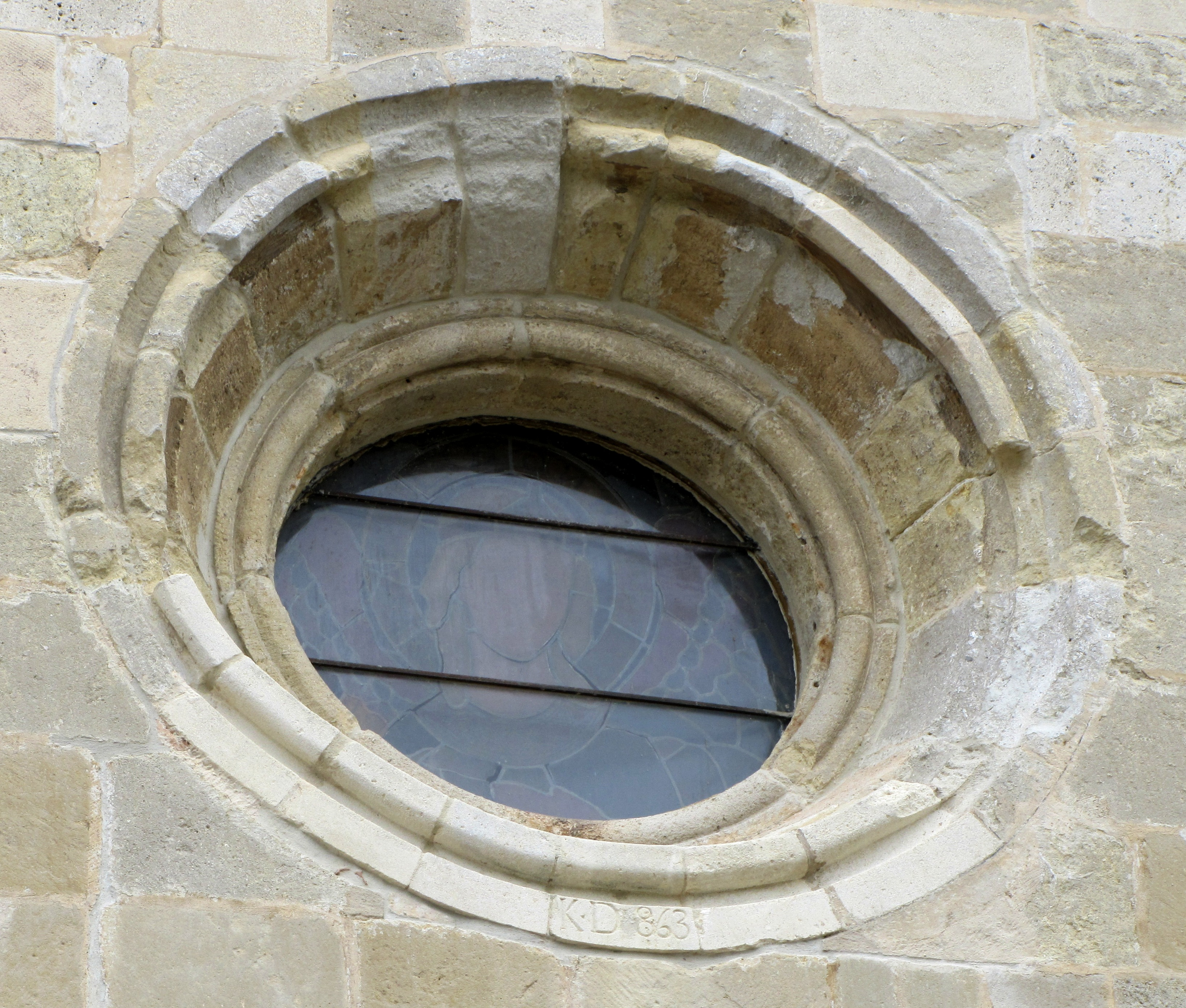
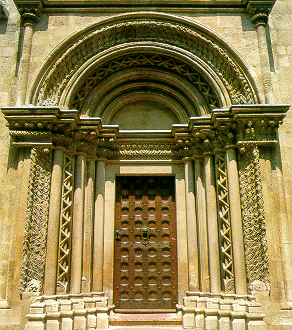
Pórtico románico de la iglesia
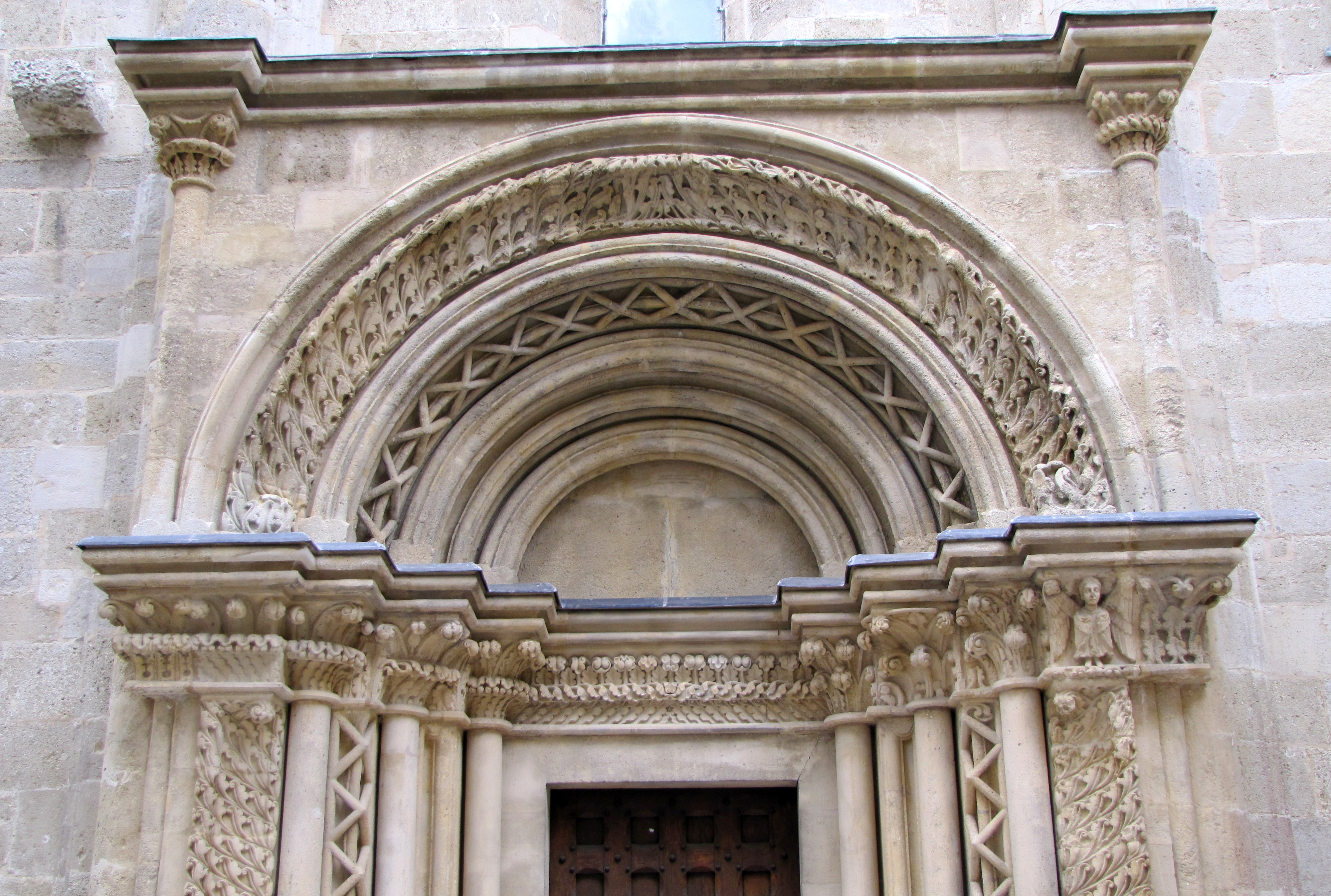
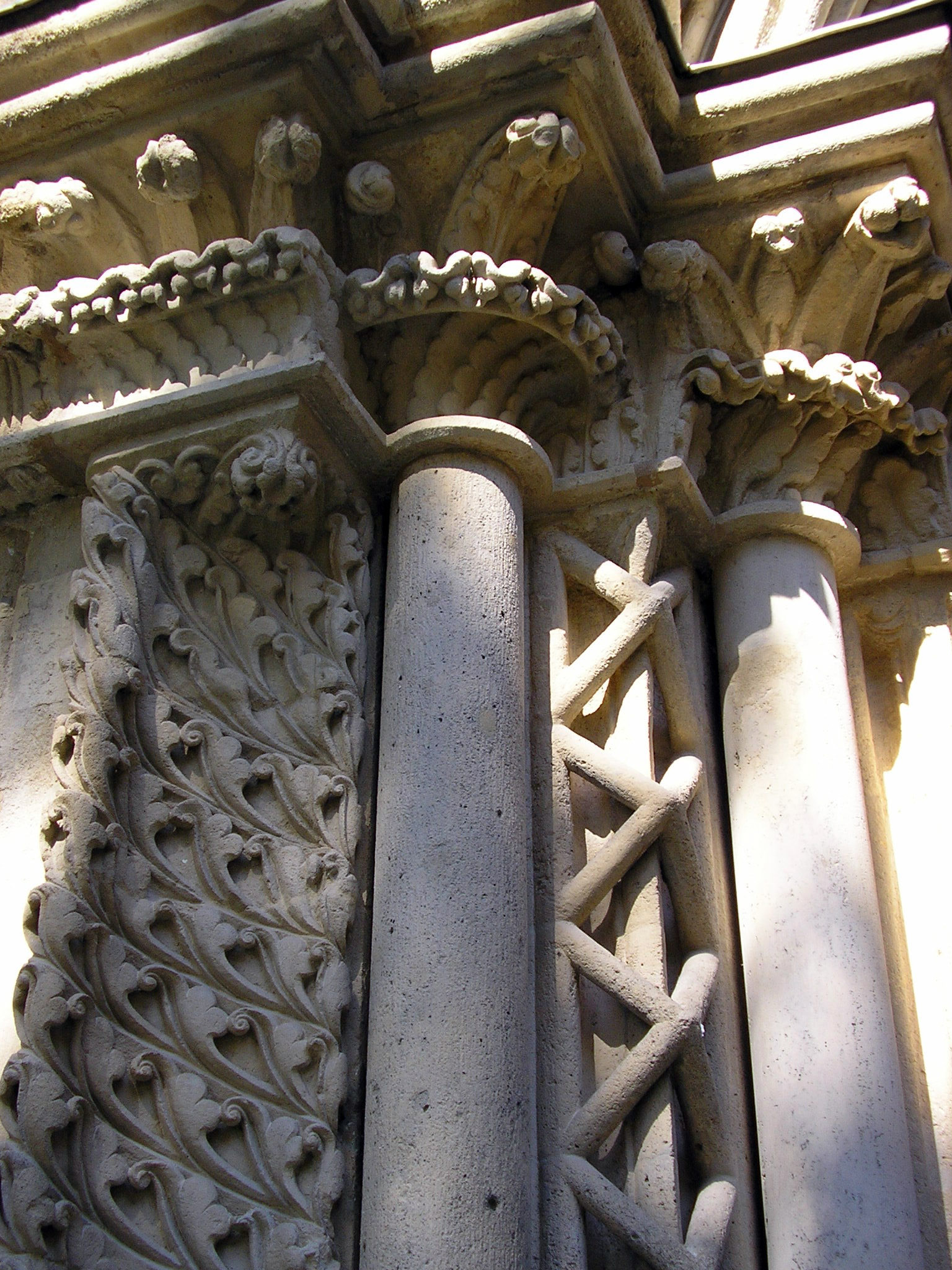
Decoración del pórtico Sur
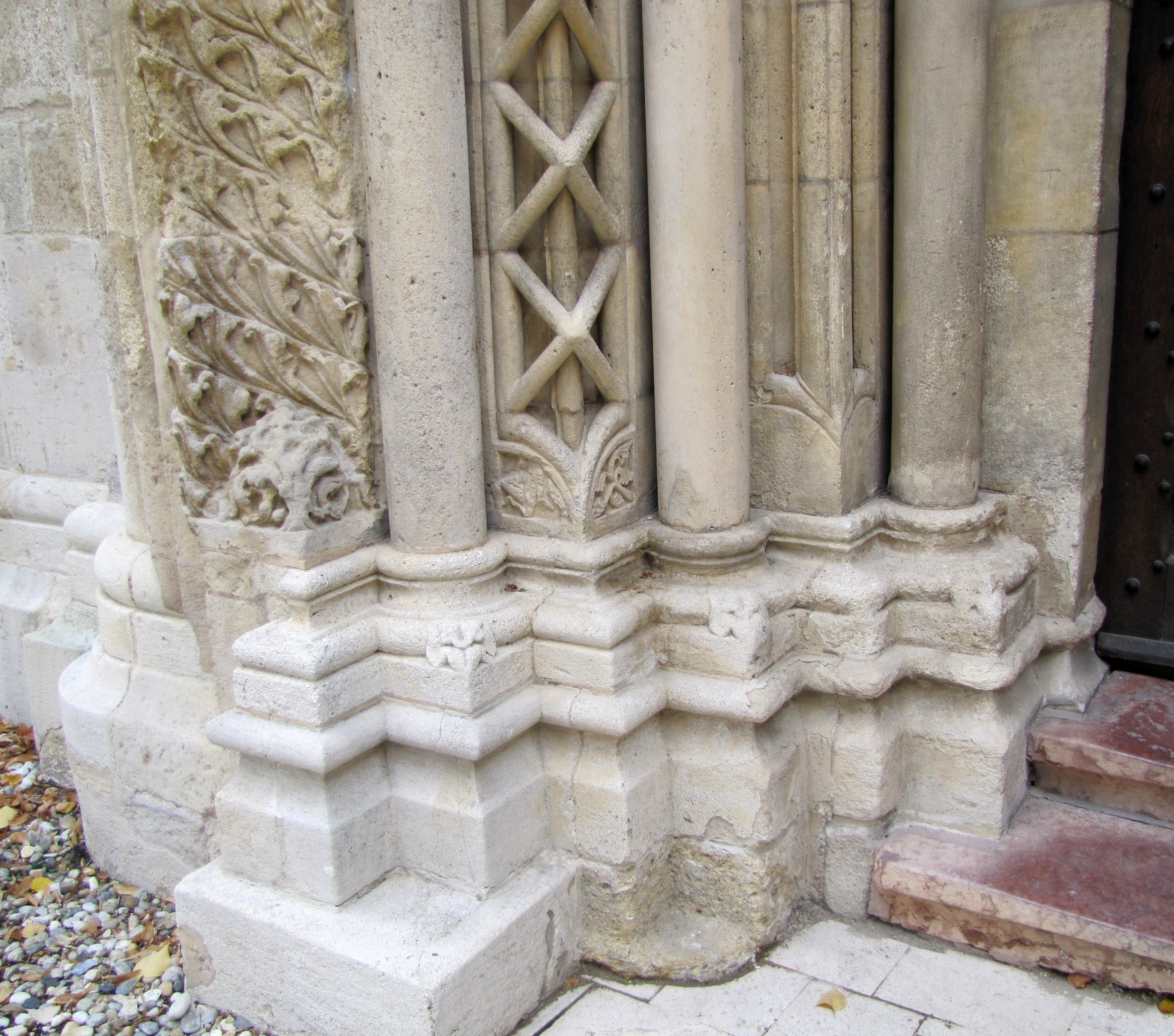
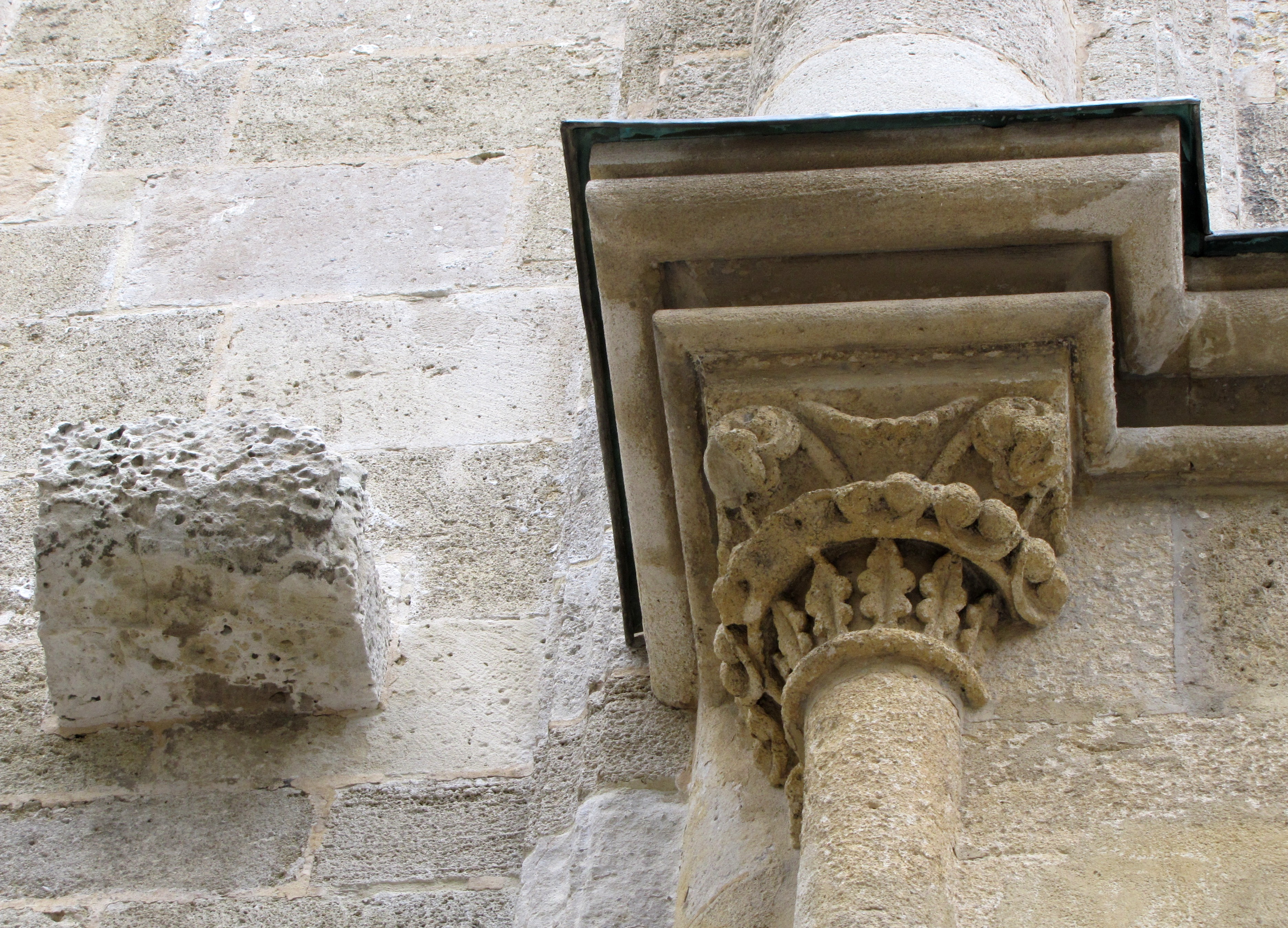
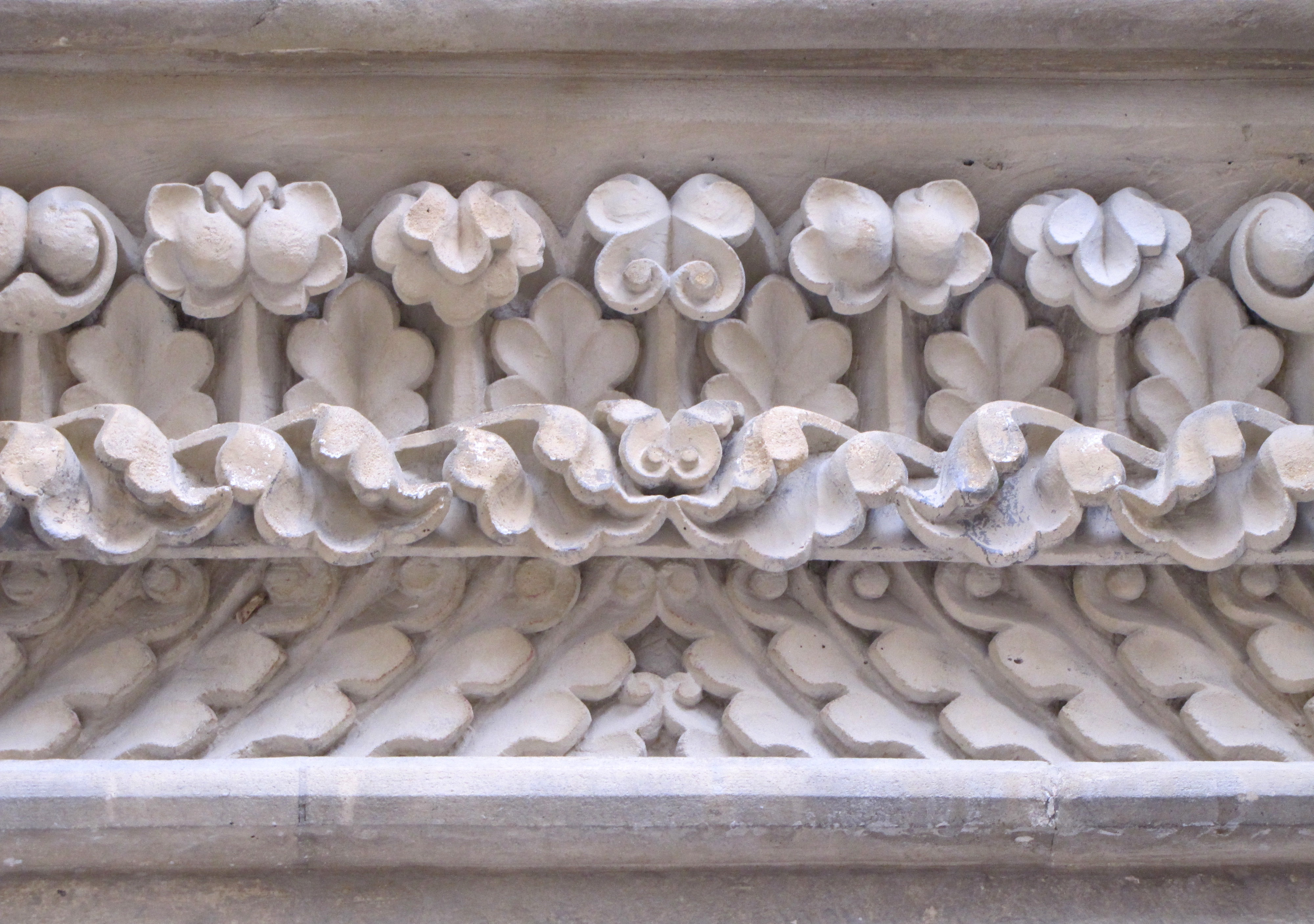